# Red Flag Linux
Dit artikel of overzicht is mogelijk incompleet; u kunt helpen door het uit te breiden.
Red Flag Linux (Chinees: 红旗Linux) is een voormalige Linuxdistributie, ontwikkeld door het Chinese Red Flag Software, een bedrijf dat zich richt op it-producten voor de snelgroeiende markt daar. Hun voornaamste product is Red Flag Linux, verkrijgbaar in onder andere:
- Red Flag Linux Advanced server;
- Red Flag DC Server;
- Red Flag Desktop.

Samen met Haansoft en Miracle Linux is Red Flag Software ook betrokken bij de ontwikkeling van Asianux.
Arch Linux ·
CentOS ·
ChromeOS ·
Debian ·
Deepin ·
Fedora ·
Gentoo Linux ·
Knoppix ·
Kubuntu ·
Linux Mint ·
Mandriva Linux ·
Manjaro Linux ·
MEPIS ·
openSUSE ·
PCLinuxOS ·
Puppy Linux ·
Slackware ·
Tiny Core Linux ·
Ubuntu ·
Zenwalk —
overige Linuxdistributies